# 弗古拉
弗古拉，是马耳他的市镇，位于馬耳他島东部。市镇面积为1.1平方公里，2021年人口数量为13,066人。

## 辞源
该地名字源自一个为家族姓氏，当该地还是一个乡间村庄时该家族拥有这片土地并居住在此。

## 外部連結
- 官方网站  （马耳他文） （英文）
- Fgura Scouts （页面存档备份，存于）
- M.U.S.E.U.M. Boys Fgura （页面存档备份，存于）